# The Essential Michael Jackson
The Essential Michael Jackson (englisch für „Das Wesentliche, Michael Jackson“) ist ein 2005 veröffentlichtes Kompilationsalbum des US-amerikanischen Sängers Michael Jackson.

## Titelliste
| CD 1 1. I Want You Back 2. ABC 3. The Love You Save 4. Got to Be There 5. Rockin’ Robin 6. Ben (Single Version) 7. Enjoy Yourself 8. Blame It On the Boogie 9. Shake Your Body (Down To The Ground) 10. Don’t Stop ’Til You Get Enough 11. Rock With You (Single Version) 12. Off the Wall (Single Version) 13. She’s Out of My Life (Single Version) 14. Can You Feel It (Singe Version) 15. The Girl Is Mine 16. Billie Jean (Single Version) 17. Beat It (Single Version) 18. Wanna Be Startin’ Somethin’ (Single Version) 19. Human Nature (Single Version) 20. P.Y.T (Pretty Young Thing) 21. Thriller (2003 Edit) | CD 2 1. Bad 2. I Just Can’t Stop Loving You 3. Leave Me Alone 4. The Way You Make Me Feel (Single Version) 5. Man In The Mirror 6. Dirty Diana 7. Another Part of Me (Single Version) 8. Smooth Criminal 9. Black or White 10. Heal The World 11. Remember the Time 12. In the Closet (Single Version) 13. Who Is It (7" Edit) 14. Will You Be There (Single Version) 15. Dangerous 16. You Are Not Alone (Single Version) 17. You Rock My World |

## Kommerzieller Erfolg

### Chartplatzierungen
| ChartsChartplatzierungen           | Höchstplatzierung | Wochen |
| ---------------------------------- | ----------------- | ------ |
| Deutschland (GfK)                  | 10 (15 Wo.)       | 15     |
| Österreich (Ö3)                    | 8 (20 Wo.)        | 20     |
| Schweiz (IFPI)                     | 2 (36 Wo.)        | 36     |
| Vereinigte Staaten (Billboard)     | 31 (529 Wo.)      | 529    |
| Vereinigte Staaten (Billboard R&B) | 16 (54 Wo.)       | 54     |
| Vereinigtes Königreich (OCC)       | 1 (89 Wo.)        | 89     |

| ChartsJahrescharts (2005)    | Platzierung |
| ---------------------------- | ----------- |
| Vereinigtes Königreich (OCC) | 88          |

| ChartsJahrescharts (2009)    | Platzierung |
| ---------------------------- | ----------- |
| Vereinigtes Königreich (OCC) | 12          |

| ChartsJahrescharts (2010)      | Platzierung |
| ------------------------------ | ----------- |
| Vereinigte Staaten (Billboard) | 112         |

| ChartsJahrescharts (2015)      | Platzierung |
| ------------------------------ | ----------- |
| Vereinigte Staaten (Billboard) | 174         |

| ChartsJahrescharts (2017)      | Platzierung |
| ------------------------------ | ----------- |
| Vereinigte Staaten (Billboard) | 126         |

| ChartsJahrescharts (2018)      | Platzierung |
| ------------------------------ | ----------- |
| Vereinigte Staaten (Billboard) | 105         |

| ChartsJahrescharts (2019)      | Platzierung |
| ------------------------------ | ----------- |
| Vereinigte Staaten (Billboard) | 101         |

| ChartsJahrescharts (2020)      | Platzierung |
| ------------------------------ | ----------- |
| Vereinigte Staaten (Billboard) | 149         |

| ChartsJahrescharts (2021)      | Platzierung |
| ------------------------------ | ----------- |
| Vereinigte Staaten (Billboard) | 163         |

| ChartsJahrescharts (2022)      | Platzierung |
| ------------------------------ | ----------- |
| Vereinigte Staaten (Billboard) | 145         |

| ChartsJahrescharts (2023)      | Platzierung |
| ------------------------------ | ----------- |
| Vereinigte Staaten (Billboard) | 141         |
| Vereinigtes Königreich (OCC)   | 25          |

| ChartsJahrescharts (2024)      | Platzierung |
| ------------------------------ | ----------- |
| Vereinigte Staaten (Billboard) | 130         |
| Vereinigtes Königreich (OCC)   | 16          |

### Auszeichnungen für Musikverkäufe
| Land/Region                  | Auszeichnungen für Musikverkäufe (Land/Region, Auszeichnung, Verkäufe) | Verkäufe    |
| ---------------------------- | ---------------------------------------------------------------------- | ----------- |
| Australien (ARIA)            | 9× Platin                                                              | 630.000     |
| Belgien (BRMA)               | Gold                                                                   | 25.000      |
| Dänemark (IFPI)              | 3× Platin                                                              | 60.000      |
| Europa (IFPI)                | 2× Platin                                                              | (2.000.000) |
| Finnland (IFPI)              | Gold                                                                   | 20.290      |
| Frankreich (SNEP)            | 2× Gold                                                                | 200.000     |
| Irland (IRMA)                | Platin                                                                 | 15.000      |
| Italien (FIMI)               | Platin                                                                 | 60.000      |
| Japan (RIAJ)                 | Gold                                                                   | 100.000     |
| Mexiko (AMPROFON)            | Gold                                                                   | 50.000      |
| Neuseeland (RMNZ)            | 4× Platin                                                              | 60.000      |
| Schweden (IFPI)              | Gold                                                                   | 30.000      |
| Ungarn (MAHASZ)              | Gold                                                                   | 3.000       |
| Vereinigte Staaten (RIAA)    | 5× Platin                                                              | 5.000.000   |
| Vereinigtes Königreich (BPI) | 6× Platin                                                              | 1.800.000   |
| Insgesamt                    | 8× Gold · 31× Platin ·                                                 | 8.053.290   |

Hauptartikel: Michael Jackson/Auszeichnungen für Musikverkäufe